# Béguey
 Béguey  là một xã nằm ở hữu ngạn sông Garonne tây nam nước Pháp. Xã này nằm ở khu vực có độ cao trung bình 20 mét trên mực nước biển. Xã thuộc quận Cadillac and the trong vùng Aquitaine.
Năm 1843, dân số xã là 859 người.
Cư dân Béguey nổi tiếng có Jean-Louis Vignes.